# Benson (Vermont)
Benson és un poble del Comtat de Rutland a l'estat de Vermont dels Estats Units d'Amèrica.

## Demografia
Segons el cens dels Estats Units del 2000 Benson tenia 1.039 habitants, 391 habitatges, i 272 famílies. La densitat de població era de 9,1 habitants per km².
Dels 391 habitatges en un 35,8% hi vivien nens de menys de 18 anys, en un 55% hi vivien parelles casades, en un 8,2% dones solteres, i en un 30,4% no eren unitats familiars. En el 24,8% dels habitatges hi vivien persones soles el 9,5% de les quals corresponia a persones de 65 anys o més que vivien soles. El nombre mitjà de persones vivint en cada habitatge era de 2,57 i el nombre mitjà de persones que vivien en cada família era de 3,05.
Per edats la població es repartia de la següent manera: un 28,3% tenia menys de 18 anys, un 6,6% entre 18 i 24, un 30,7% entre 25 i 44, un 22,6% de 45 a 60 i un 11,7% 65 anys o més.
L'edat mediana era de 36 anys. Per cada 100 dones de 18 o més anys hi havia 97,6 homes.
La renda mediana per habitatge era de 38.224 $ i la renda mediana per família de 40.833 $. Els homes tenien una renda mediana de 31.488 $ mentre que les dones 21.146 $. La renda per capita de la població era de 15.931 $. Entorn del 8,3% de les famílies i el 12,1% de la població estaven per davall del llindar de pobresa.